# شون جونز (مغني)
شون جونز (بالإنجليزية: Shawn Jones)‏ هو مغني ومغن مؤلف أمريكي، ولد في 1976 في لوتون في الولايات المتحدة.